# SBC (ソフト会社)
株式会社SBC（エスビーシー）は、東京に本社を置く日本のソフトウェア会社。
30年以上の歴史に幕を閉じた会社が前身である。
大阪市、千葉県木更津市、富山県滑川市に事業所を置く。